# Municipio de Madison (condado de Guernsey)
El municipio de Madison (en inglés: Madison Township) es un municipio ubicado en el condado de Guernsey en el estado estadounidense de Ohio. En el año 2010 tenía una población de 904 habitantes y una densidad poblacional de 14 personas por km².

## Geografía
El municipio de Madison se encuentra ubicado en las coordenadas 40°6′20″N 81°23′3″O / 40.10556, -81.38417. Según la Oficina del Censo de los Estados Unidos, el municipio tiene una superficie total de 64.59 km², de la cual 64,51 km² corresponden a tierra firme y (0,12 %) 0,08 km² es agua.

## Demografía
Según el censo de 2010, había 904 personas residiendo en el municipio de Madison. La densidad de población era de 14 hab./km². De los 904 habitantes, el municipio de Madison estaba compuesto por el 98,56 % blancos, el 0,22 % eran afroamericanos, el 0,33 % eran amerindios, el 0,11 % eran asiáticos, el 0,11 % eran de otras razas y el 0,66 % eran de una mezcla de razas. Del total de la población el 0,66 % eran hispanos o latinos de cualquier raza.